# جونيور كابانانغا
جونيور كابانانغا كالونجي (بالفرنسية: Junior Kabananga)‏ (مواليد 4 إبريل 1989) هو لاعب كرة قدم كونغولي ديمقراطي .

## المسيرة الدولية
لعب كابانانغا مباراته الدولية الأولى مع الكونغو الديمقراطية في 2014. وفي ديسمبر من العام ذاته، تم ضمه للقائمة المشاركة في كأس الأمم الأفريقية 2015.
لعب سابقاً في نادي النصر السعودي ونادي قطر .

## روابط خارجية
- جونيور كابانانغا على موقع الاتحاد الأوربي (الإنجليزية)
- جونيور كابانانغا على موقع اتحاد تركيا (لاعب) (الإنجليزية)
- جونيور كابانانغا على موقع قاعدة بيانات كرة القدم.إي يو (الإنجليزية)
- جونيور كابانانغا على موقع ناشيونال فوتبول تيمز (الإنجليزية)
- جونيور كابانانغا على موقع Soccerway.com (الإنجليزية)
- جونيور كابانانغا على موقع عالم كرة القدم.نت (الإنجليزية)
- جونيور كابانانغا على موقع AS.com (الإسبانية)